# Ensayos (Goya)
|  |

El aguafuerte Ensayos es un grabado de la serie Los Caprichos del pintor español Francisco de Goya. Está numerado con el número 60 en la serie de 80 estampas. Se publicó en 1799.

## Interpretaciones de la estampa
Existen varios manuscritos contemporáneos que explican las láminas de los Caprichos. El que se encuentra en el Museo del Prado se tiene como autógrafo de Goya, pero parece más bien despistar y buscar un significado moralizante que encubra significados más arriesgados para el autor. Otros dos, el que perteneció a Ayala y el que se encuentra en la Biblioteca Nacional, realzan la parte más escabrosa de las láminas.
- Explicación de esta estampa del manuscrito del Museo del Prado: Poco a poco se va adelantando, ya hace pinitos y con el tiempo sabrá más que la maestra.[2]

- Manuscrito de Ayala: Ídem anterior[2]

- Manuscrito de la Biblioteca Nacional: Dejar las labores del sexo; regañar continuamente los casados; robar y estar siempre como gatos, son ensayos y principios de cabronería.[2]

## Técnica del grabado
Esta estampa es una de las pocas que el pintor firmó, siempre en la esquina inferior izquierda.